# Панянки

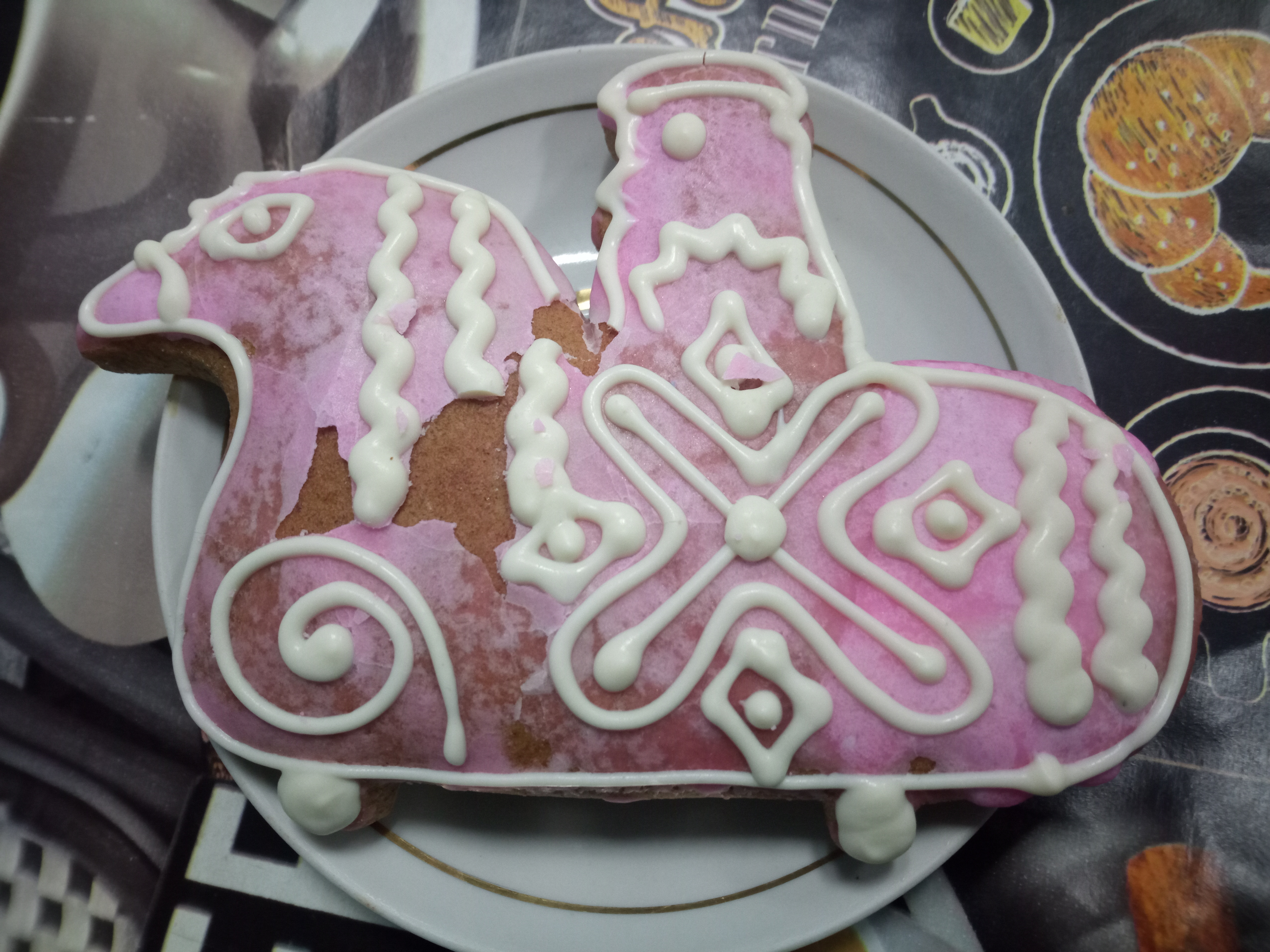
Пряник-всадник

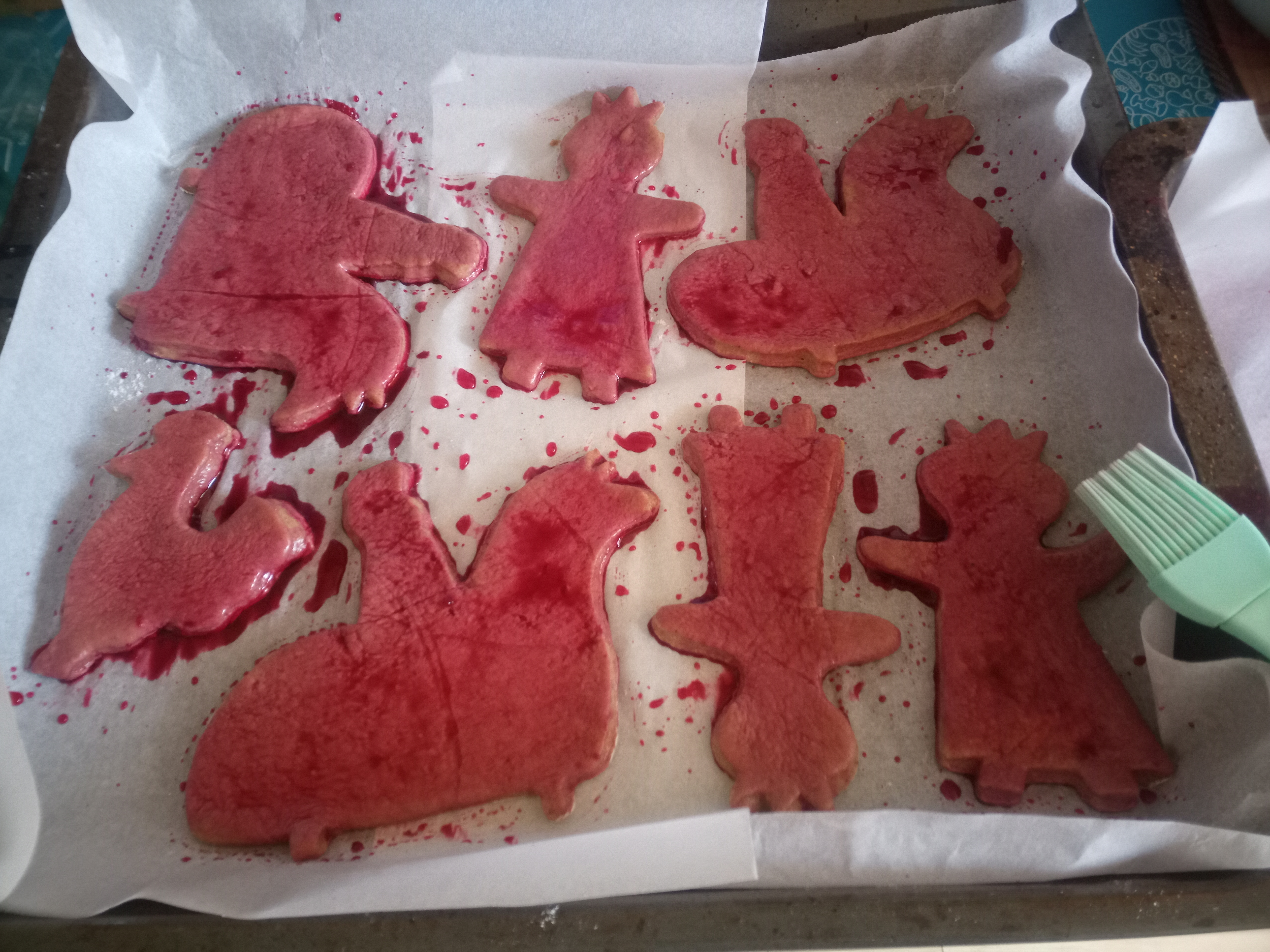
Пряники перед выпеканием

 Панянки́  (укр. Панянки́), ба́рышни (укр. баришні) или пря́ничные ко́ники (укр. пря́никові ко́ники) — украинские и руссские расписные пряники из постного сладкого теста, которые готовят к Рождеству во  время поста, традиционное обрядовое печенье Полтавщины и Слободской Украины, а также Воронежской области. Известны по меньшей мере с XVIII века. Тесто для панянок окрашивают исключительно в оттенки красного или розового цвета (исторически использовали свекольный сок), а сверху наносят узоры белой, жёлтой и синей «лазаровкой» (глазурью).
Березнянские барышни входят в областной перечень нематериального культурного наследия Черниговщины, а котелевские панянки признаны элементом нематериального культурного наследия Полтавщины.  В российской восточной Слобожанщине славятся бутурлиновские коньки на Сумщине – куземинские панянки.

## Другие названия
Поскольку эти пряники бывают разной формы, их в зависимости от внешнего вида называли «кониками», «всадниками» или «кавалерами», «московками» или «барынями», «петушками» и т.д.  Поэтому этнографы иногда обобщают и называют их «рождественские розовые пряники».

## Обряды
С пряниками-панянками связан обряд дарения. Традиционно их выпекали только раз в год перед Рождеством и дарили детям на Сочельник, причём обязательно парное количество, поскольку делалось это на поминовение младенцев, убитых царём Иродом. Дети обычно не сразу ели эти красивые пряники, а выставляли их на видное место. Иногда ими любовались до лета или даже осени: рецептура пряников позволяла им засохнуть, но не испортиться.
По сёлам были мастерицы, которые занимались выпеканием панянок на заказ. Заказывать рождественские пряники начинали после дня Святого Николая. Кроме того, пряниками торговали на рождественской ярмарке (продавали в количестве, кратном двум ), а остатки распродавали до (Старого) Нового Года.
Формы для пряников обычно делали жестяные: местные кузнецы вырезали кусок жести и вручную её изгибали.
Панянки были разных размеров: от 20 см до 60 см. Самых больших паняок дарили крестникам. Девушкам дарили собственно панянок, мальчикам — коников (лошадок). Даря, девочке говорили: «Будь здорова, щаслива і гарна, як ця бариня», — а мальчику: «Щоб ти був скорий на ноги, щоб усе скоро робив, коня тобі даю, рости здоровий» . Сапожки, птички и всадники предназначались для колядников. Также пряники дарили «вечірникам», детям, которые после Святого ужина, по-украински «вечері», приносили блюда родственникам или соседям. Несколько пряников ставили на божник и над дверью как оберег, где они стояли до следующего Рождества.

## Рецепты
В прошлом пряничные мастерицы брали полтора мешка муки и руками перемешивали его с мешком сахара. Из этого выпекали на продажу около 3 000 коврижек, на что уходило 2-3 недели ежедневного труда.
Рецепты теста в разных сёлах отличаются, поскольку раньше у каждой мастерицы был свой рецепт и он держался в тайне. Так в Деревках тесто замешивают на молоке, в Опошне делают песочное  – туда добавляют яйца и сливочное масло. Котелевские хозяйки иногда кладут в тесто смалец, чтобы пряник не черствел.
«Лазаровка» делается «на глазок», точных пропорций нет. Она должна быть не слишком густая и в меру жидкая. Сам процесс росписи достаточно сложный, ведь жидкую цветную смесь необходимо налить в самодельный рожок из плотной вощёной бумаги и тоненькой струйкой очень быстро разрисовать «панянку».
Один из старинных рецептов коврижек сохранился на исписанных листах псалтыря 1897 года издания, принадлежавшего семье Шевченко из Березной. В XIX веке эта семья торговала пряниками в соседнем селе Городище.
Брали чугун или толстостенную сковороду. Выкладывали сахар и нагревали на сильном огне в печи или на грубой с чугунной плитой до полного растворения. Следили, чтобы сахар не пригорел, иначе пряники получали горьковатый привкус. Одновременно в отдельном сосуде готовился кипяток. Когда сахар растворялся, в чугун (сковороду) осторожно вливали кипяток тонкой струйкой. Добавив соду, варили карамель до насыщенного тёмно-янтарного цвета. Далее — снимали чугун с огня, добавляли свиной жир, соль, специи. Оставляли смесь немного остыть на 15 минут. Затем отделяли желтки из трёх яиц и, предварительно размешав, добавляли в карамельный раствор. Муку добавляли по частям и быстро размешивали большой деревянной ложкой. Выходило липкое тесто, которое накрывали полотенцем, ставили в прохладное место (в погреб) на не менее суток. Далее – на столе с мукой раскатывали тесто толщиной с мизинец, вырезали пряники вырубками (формами) или ножом. Выкладывали на смазанные маслом сковороды. Выпекали пряники в печи или духовке грубы. Охлаждённые пряники украшали глазурью. Смешивали сахар с водой в пропорции 1 к 2-м, варили до желаемой консистенции. В качестве красителя использовали сок свёклы и моркови. Оформление было простое – кружочки, точечки, завитки.
В тесто добавляли смалец с целью экономии – так обходились без мёда.
Однако в большинстве современных рецептов, записанных со слов пожилых мастериц, тесто строго постное: без яиц и свиного жира, а вместо соды используют разрыхлитель аммоний. Также пряники в основном расписывают по горячему.

## Современный сувенир
Котелевский коржик – авторский проект Оксаны Дорошенко, наследницы известной котелевской мастерицы Анны Дорошенко. От народных рождественских розовых пряников Котелевский коржик отличается более сложной разноцветной росписью, не ограниченной канонами традиции

## Фабричное производство
В 1973-74 годах по инициативе слобожанского художника Петра Пономарёва сувенирные розовые коврижки выпекали в Воронеже в кондитерском цехе городского винного завода и хлебзавода № 6. Промышленное производство пряников было налажено в бутурлиновской пекарне